# Иллинойская кампания
Иллинойская кампания, известная также как Северо-Западная кампания Кларка (1778–1779) — серия событий во время Войны за независимость США, в ходе которых небольшой отряд американских ополченцев под командованием Джорджа Роджерса Кларка захватил несколько британских постов в Иллинойсской земле на территории нынешних штатов Иллинойс и Индиана. Кампания является самым известным дсобытием на западном театре военных действий и создала Кларку репутацию героя войны.
В июле 1778 года отряд Кларка перешёл реку Огайо со стороны Кентукки и захватил посты Каскаскию, Винсеннес и несколько других поселений на британской территории. Все посты были заняты без единого выстрела, потому что большинство канадцев и коренных американцев, которые мирно сосуществовали друг с другом, не желали браться за оружие от имени Британской империи. Чтобы противостоять наступлению Кларка, Генри Гамильтон, британский вице-губернатор форта Детройт, вновь занял Винсеннес небольшими силами. В феврале 1779 года Кларк вернулся в Винсеннес в неожиданной зимней экспедиции и отвоевал город, захватив при этом в плен самого Гамильтона. Виргиния присоединила к себе территории, полученные в результате кампании Кларка, создав округ Иллинойс в составе Виргинии.
Об историческом значении Иллинойсской кампании идут споры. Поскольку британцы уступили всю Северо-Западную территорию Соединенным Штатам по Парижскому миру 1783 года, некоторые историки приписывают Кларку почти удвоение размера первоначальных Тринадцати колоний. По этой причине Кларка прозвали «Завоевателем Северо-Запада», а его кампания в Иллинойсе, особенно внезапный марш на Винсеннес, широко прославлялась и романтизировалась. Другие историки преуменьшают важность кампании, утверждая, что «завоевание» Кларка было временной оккупацией, которая не повлияла на переговоры о границах.

## История

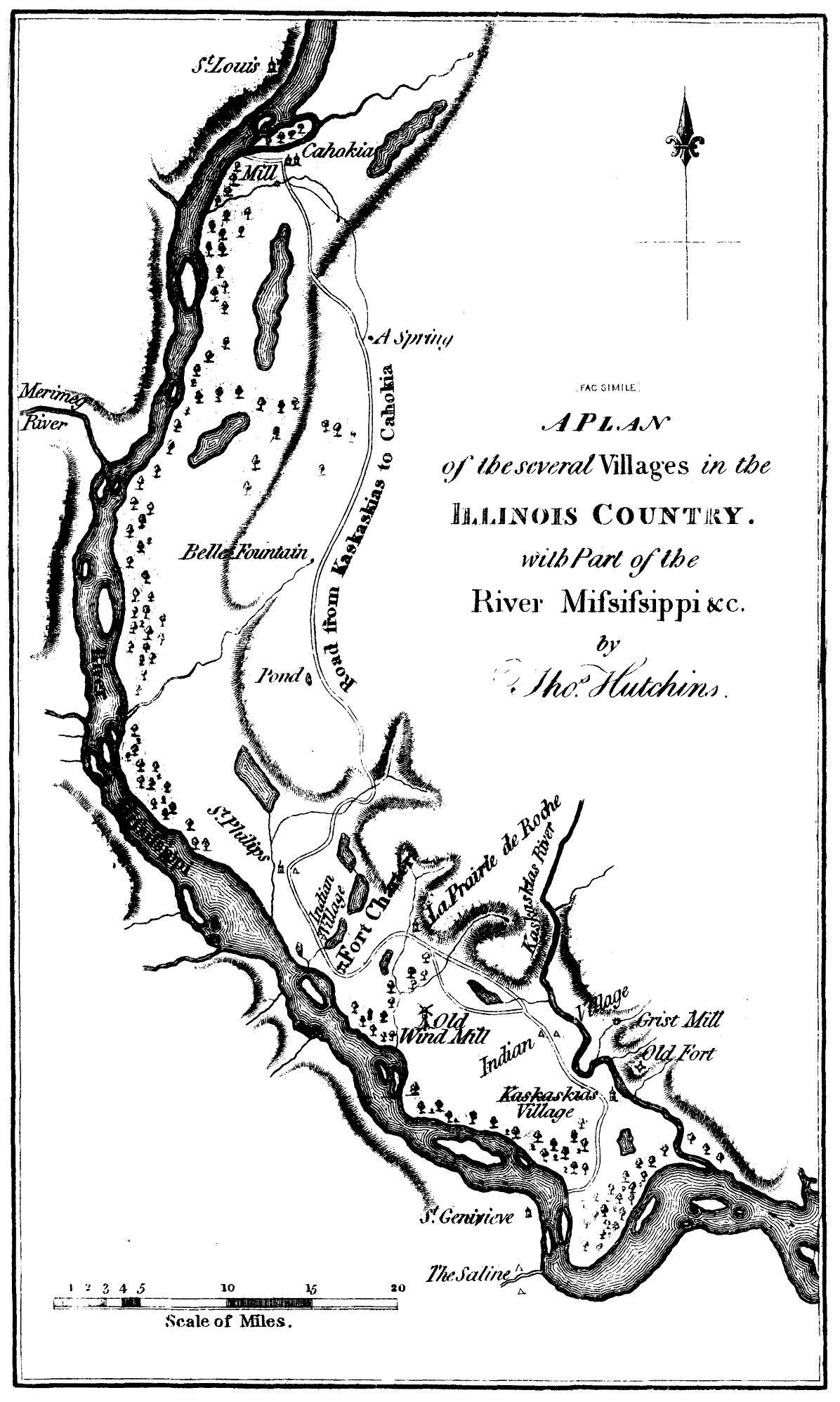
Некоторые французские деревни и форты, карта 1778 года

Иллинойсская земля была нечетко определенным регионом, которая включала в себя большую часть нынешних штатов США Индианы и Иллинойса. Этот район был частью района Луизианы в Новой Франции до окончания войны между французами и индейцами/Семилетней войны, когда Франция уступила суверенитет над регионом британцам по Парижскому договору 1763 года. В Законе о Квебеке 1774 года британцы сделали Иллинойсскую землю частью своей недавно расширенной провинции Квебек.
В 1778 году население Иллинойса насчитывало около 1000 человек европейского происхождения, в основном франкоязычных, и около 600 афроамериканских рабов. Тысячи американских индейцев жили в деревнях, сосредоточенных вдоль рек Миссисипи, Иллинойс и Уобаш. Британское военное присутствие было скудным: большая часть войск была выведена в 1776 году, чтобы сократить расходы. Филипп-Франсуа де Растель де Рошблав, солдат и чиновник французского происхождения, был нанят британцами в качестве местного коменданта Форта Гейдж в Каскаскии. Рошблэйв докладывал Гамильтону в форте Детройт и часто жаловался, что ему не хватает денег, ресурсов и войск, необходимых для управления и защиты французских деревень и фортов от внутренних и внешних врагов в регионе.
Когда в 1775 году началась война за независимость США, река Огайо обозначала границу между Иллинойсом и Кентукки, областью, недавно заселенной американскими колонистами. Первоначально британцы стремились не допустить участия американских индейцев в войне, но в 1777 году вице-губернатор Гамильтон получил приказ набирать и вооружать индейские военные отряды для набегов на поселения Кентукки, открывая западный фронт в войне с повстанцами-колонистами. «С 1777 года, — писал историк Бернард Шихан, — линия западных поселений подвергалась почти постоянным нападениям со стороны индейцев набегов, которые исходили из Детройта».
В 1777 году Джордж Роджерс Кларк был 25-летним майором ополчения округа Кентукки, штат Виргиния. Кларк считал, что сможет положить конец набегам на Кентукки, захватив британские посты в Иллинойсе, а затем двинувшись в Детройт. В апреле 1777 года Кларк отправил двух шпионов в Иллинойс. Они вернулись через два месяца и сообщили, что форт в Каскаскии не охраняется, что франкоязычные жители не очень привязаны к британцам и что никто не ожидает нападения из Кентукки. Кларк написал письмо губернатору Виргинии Патрику Генри, в котором изложил план по захвату Каскаскии.

## Планировка кампании

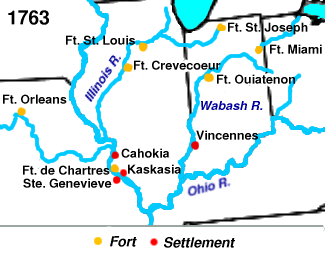
Иллинойская земля с постами и поселениями в 1763 году, с границами нынешних штатов

Поскольку поселенцам из Кентукки не хватало полномочий, рабочей силы и припасов, чтобы самим начать экспедицию, в октябре 1777 года Кларк отправился в Уильямсберг, чтобы встретиться с губернатором Генри, присоединившись по пути к группе из примерно 100 поселенцев, которые покидали Кентукки, потому что из-за индейских набегов. Кларк представил свой план губернатору Генри 10 декабря 1777 года. Чтобы сохранить секретность, предложение Кларка было передано только небольшой группе влиятельных жителей Виргинии, включая Томаса Джефферсона, Джорджа Мейсона и Джорджа Уита. Хотя Генри изначально выразил сомнение в возможности проведения кампании, Кларку удалось завоевать его доверие и других. План был одобрен членами Генеральной ассамблеи Виргинии, которым были предоставлены лишь туманные подробности об экспедиции. Публично Кларку было разрешено собирать людей для защиты Кентукки. В секретном наборе инструкций от губернатора Генри Кларку было приказано захватить Каскаскию, а затем действовать по своему усмотрению.
Губернатор Генри назначил Кларка подполковником ополчения Виргинии и уполномочил его собрать семь рот ополчения, каждая из которых будет состоять из пятидесяти человек. Это подразделение, позже известное как Иллинойсский полк, было частью Сил штата Вирджиния и, таким образом, не входило в состав Континентальной армии, национальной армии Соединенных Штатов, во время Войны за независимость. Чтобы сохранить секретность, Кларк не сказал никому из своих новобранцев, что целью экспедиции было вторжение в Иллинойс. Чтобы привелечь людей и закупить припасы, Кларку дали 1200 фунтов стерлингов в континентальной валюте, которая была сильно завышена, особенно из-за британских мер по борьбе с подделкой денег в то время.
Кларк основал свою штаб-квартиру в форте Редстоун-Олд на реке Мононгахила, в то время как трое соратников Кларка по войне Данмора, Джозеф Боуман, Леонард Хелм и Уильям Харрод, начали вербовать людей. Кларк назначил капитана Уильяма Бейли Смита майором и дал ему 150 фунтов стерлингов, чтобы он набрал четыре роты в долине реки Холстон, а затем встретился с Кларком в Кентукки.
По разным причинам Кларк не смог собрать всех 350 человек, уполномоченных для Иллинойсского полка. Его вербовщикам приходилось конкурировать с вербовщиками из Континентальной армии и других подразделений ополчения. Некоторые считали, что Кентукки слишком малонаселен, чтобы оправдать отвлечение рабочей силы, и рекомендовали его эвакуировать, а не защищать. Поселенцы в долине Холстон больше беспокоились об угрозе чероки на юге, чем об индейцах к северу от Огайо, и не хотели участвовать в операциях на севере. Хотя некоторые пенсильванцы записались в Иллинойсский полк, давний пограничный спор между Пенсильванией и Виргинией означал, что немногие пенсильванцы вызвались добровольцами для того, что воспринималось как кампания по защите территории Виргинии.

## Путешествие Кларка по Огайо

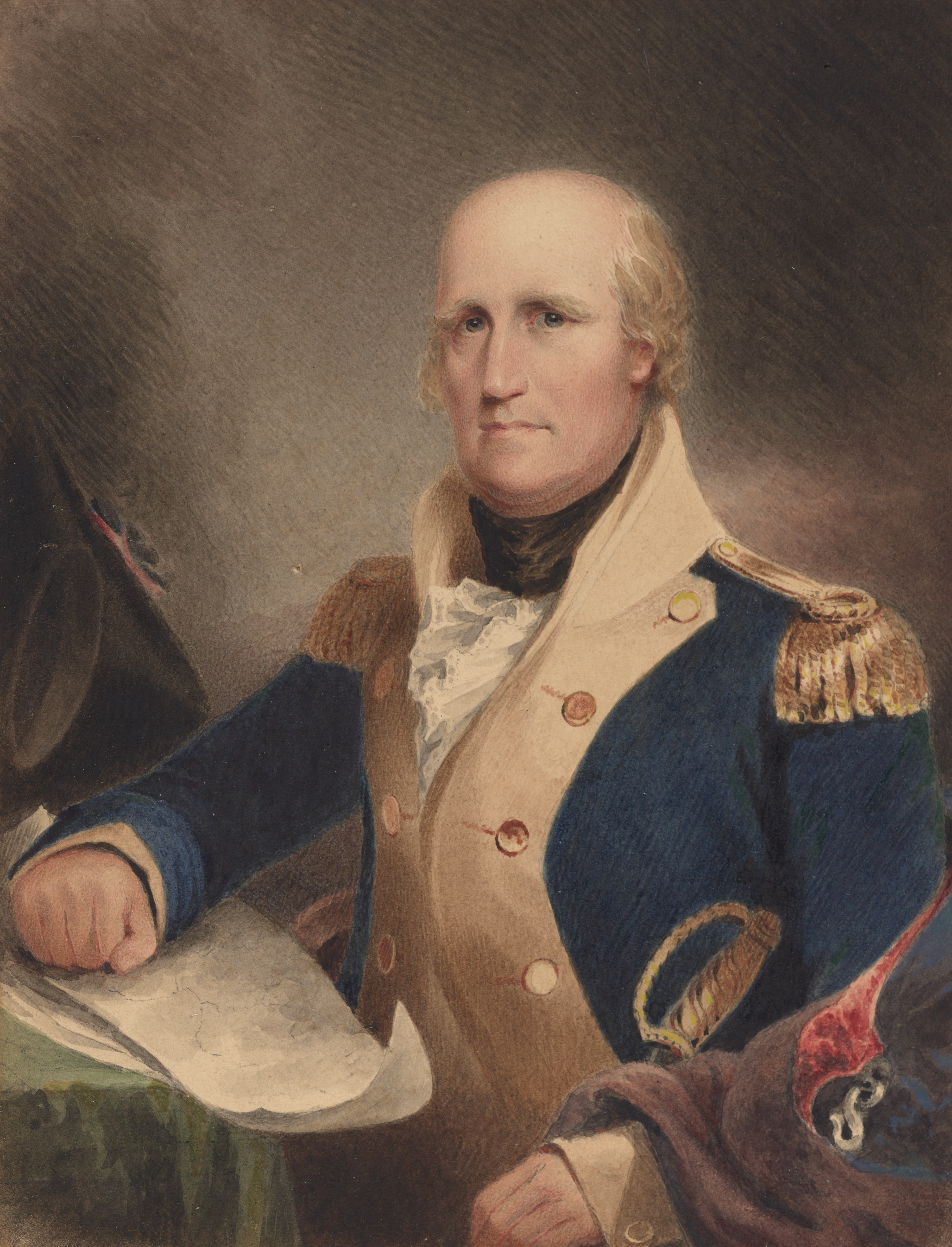
В эпоху Революции не было сделано никаких подлинных портретов Джорджа Роджерса Кларка. Этот портрет пожилого Кларка был написан Мэтью Харрисом Джуэттом в 1825 году, уже после смерти Кларка.

Кларк покинул Редстоун на лодке 12 мая 1778 года с отрядом в 150 ополченцев, которые были сведены в три роты в три роты под командованием капитанов Боумена, Хелма и Харрода. Кларк ожидал встретить ещё 200 ополченцев Холстона под командованием капитана Смита в лагере у Огайских порогов в Кентукки.
По пути вниз по реке Огайо Кларк и его люди собрали припасы в фортах Питт и Генри, которые были предоставлены генералом Эдвардом Хэндом, командующим Западным департаментом Континентальной армии. Они достигли форта Рэндольф (нынешний Пойнт-Плезант, Западная Виргиния) вскоре после того, как на него напал отряд индейцев. Командир форта попросил помощи у Кларка в преследовании индейцев, но Кларк отказался, полагая, что не может сэкономить время.
По пути к Огайским порогам Кларк остановился в устье реки Кентукки и отправил сообщение майору Смиту, говоря ему, что пришло время встретиться. Однако вскоре Кларк узнал, что из четырёх обещанных Смитом рот только одна неполная рота под командованием капитана Дилларда прибыла в Кентукки. Поэтому Кларк отправил сообщение полковнику Джону Боумену, старшему офицеру ополчения Кентукки, с просьбой, чтобы полковник отправил людей Дилларда и любых других новобранцев, которых он сможет найти, к порогам.
Маленькая флотилия Кларка достигла Огайских порогов 27 мая. Он разбил базовый лагерь на маленьком острове посреди порогов, позже известном как Кукурузный остров (Корн-Айленд). Когда, наконец, прибыли дополнительные новобранцы из Кентукки и Холстона, Кларк добавил 20 из этих людей к своим силам, а остальных отправил обратно в Кентукки, чтобы помочь защитить поселения. Новобранцы были сведены в роту под командованием капитана Джона Монтгомери. На острове Кларк рассказал, что настоящей целью экспедиции было вторжение в Иллинойсскую землю. Новость была воспринята многими с энтузиазмом, но в ту ночь некоторые из Холстонов дезертировали; семь или восемь были пойманы и возвращены, но другие избежали захвата и вернулись в свои дома.
Пока Кларк и его офицеры тренировали войска в подготовке к экспедиции на Каскаскию, семьи, которые путешествовали с полком вниз по реке Огайо, поселились на острове и посадили кукурузу. Эти поселенцы переехали на материк в следующем году, основав поселение, которое стало городом Луисвиллем. Находясь на острове, Кларк получил важное сообщение из Питтсбурга: Франция подписала союзный договор с Соединенными Штатами. Кларк надеялся, что эта информация будет полезна для обеспечения лояльности канадских жителей Иллинойса.

## Оккупация Иллинойсской земли
Кларк и его люди отправились с Корн-Айленда 24 июня 1778 года, оставив семерых солдат, которые были сочтены недостаточно выносливыми для путешествия. Эти люди остались с семьями на острове для охраны провизии. Силы Кларка насчитывали около 175 человек, сведённых в четыре роты под командованием капитанов Боумена, Хелма, Харрода и Монтгомери. Они прошли пороги во время полного солнечного затмения, которое некоторые сочли добрым предзнаменованием.
28 июня Иллинойский полк достиг устья реки Теннесси, где высадился на остров и приготовился к заключительному этапу пути. Обычно путешественники, отправляющиеся в Каскаскию, продолжали путь к реке Миссисипи, а затем плыли вверх по течению до деревни. Поскольку Кларк надеялся застать Каскаскию врасплох, он решил провести своих людей через то, что сейчас является южной оконечностью Иллинойса, и подойти к деревне по суше, пройдя около 190 км. Люди Кларка захватили лодку с американскими охотниками во главе с Джоном Даффом, который недавно был в Каскаскии; они предоставили Кларку сведения о деревне и согласились присоединиться к экспедиции в качестве проводников. В тот вечер Кларк и его войска высадили свои корабли на северном берегу реки Огайо, недалеко от руин форта Массак, французского форта, заброшенного после Войны между французами и индейцами (недалеко от нынешнего Метрополиса, штат Иллинойс).

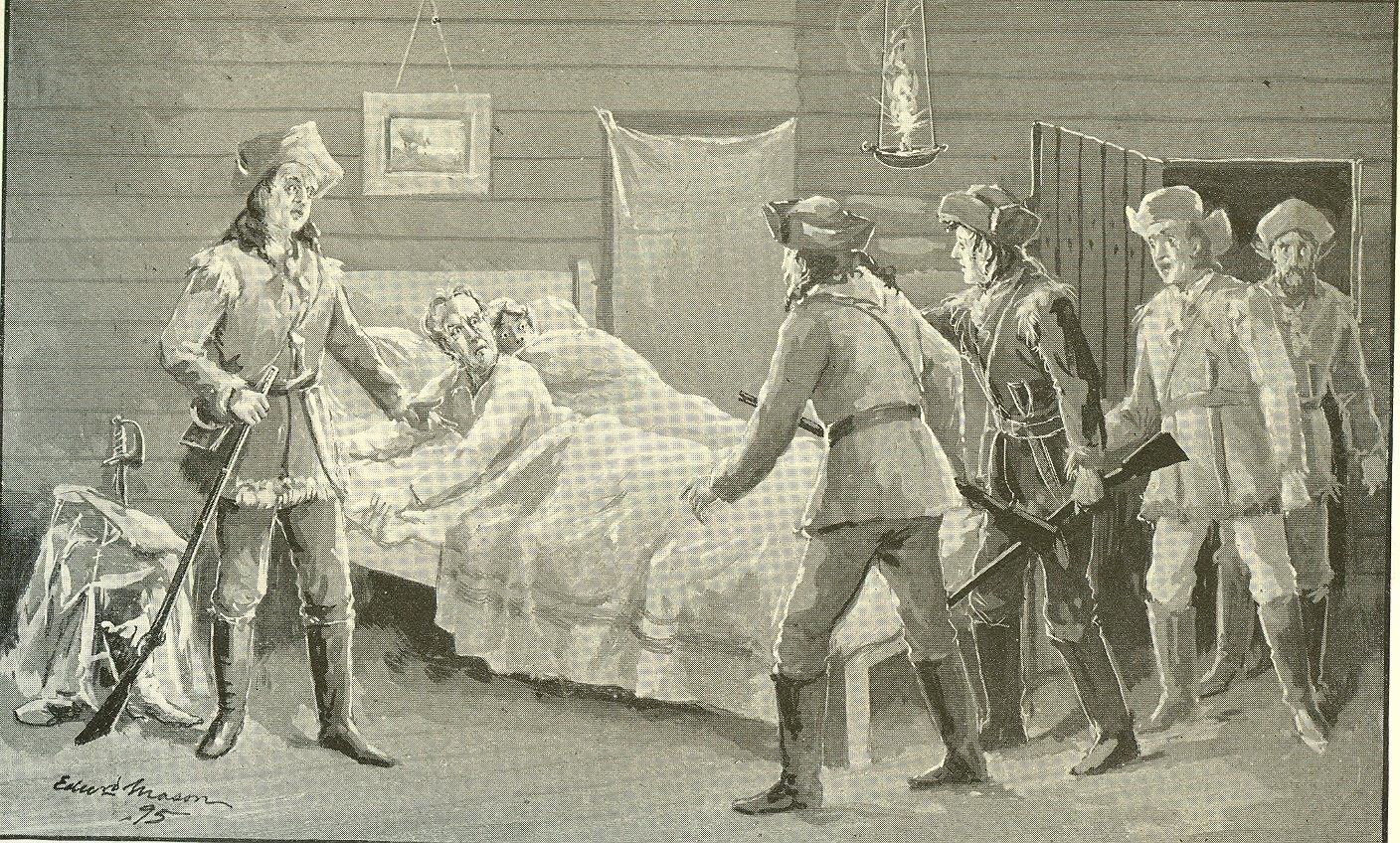
Рошблав и его жена были схвачены в постели. (Иллюстрация Эдварда Мейсона, 1895 г.)

Отряд Кларка прошёл 80 километров по лесу и вышел в прерии. В какой-то момент проводник Джон Сондерс объявил, что он потерял тропу, Кларк заподозрил предательство и пригрозил казнить его, если он не найдет дорогу. Сондерс смог найти тропу, и поход продолжился. Они прибыли в пределы Каскаскии в ночь на 4 июля. Отряд взял с собой продовольствия только на четыре дня, поэтому остался без еды в течение последних двух дней шестидневного перехода. «В нашем голодном состоянии, — писал Джозеф Боумен, — мы единодушно решили взять город или умереть при попытке».
Около полуночи они переправились через реку Каскаския и без единого выстрела быстро захватили город. В форте Гейдж виргинцы захватили Рошблава, который спал в своей постели, когда американцы ворвались в слабо охраняемый форт. На следующее утро Кларк работал над тем, чтобы заручиться поддержкой горожан, и эта задача стала легче, потому что Кларк принес новости о франко-американском союзе. Жителей попросили принести присягу на верность Виргинии и США. Отец Пьер Жибо, деревенский священник, был покорен после того, как Кларк заверил его, что католическая церковь будет защищена законами Виргинии. Рошблав и несколько других, считавшихся враждебно настроенными по отношению к американцам, содержались в плену, а затем были отправлены в Виргинию.
Вскоре Кларк взял на себя власть в близлежащих французских поселениях. Днем 5 июля капитан Боумен был отправлен с 30 всадниками, а также с несколькими гражданами Каскаскии, чтобы захватить Прери-дю-Роше, Сен-Филипп и Кахокию. Города не оказали сопротивления, и в течение 10 дней более 300 человек приняли американскую присягу на верность. Когда Кларк обратил свое внимание на Винсеннес, отец Жибо предложил помощь. 14 июля Жибо и несколько товарищей отправились верхом в Винсеннес. Там большинство горожан согласились принести присягу на верность, а местное ополчение разместило гарнизон в форте Саквилл. Жибо вернулся к Кларку в начале августа, чтобы сообщить, что Винсеннес сдан, и что американский флаг теперь развевается над фортом Саквилл. Кларк отправил капитана Хелма в Винсеннес, чтобы он принял командование канадского ополчения.

## Гамильтон возвращает Винсеннес
В Детройте Гамильтон узнав об оккупации Кларком Иллинойса к началу августа 1778 года, решает вернуть Винсеннес. Гамильтон собрал около 30 британских солдат, 145 канадских ополченцев и 60 американских индейцев под командованием Эгушавы, влиятельного военного лидера оттавы. Передовую группу ополченцев возглавил капитан Норманд Маклауд из Детройтского добровольческого ополчения. 7 октября основной контингент Гамильтона начал путешествие протяженностью более 300 миль (480 км) в Винсеннес. Спустившись по реке Уобаш, они остановились в Уиатаноне и завербовали индейцев, присягнувших на верность американцам после оккупации Кларком Иллинойса. К тому времени, когда Гамильтон вошел в Винсеннес 17 декабря, к экспедиции присоединилось так много индейцев, что его отряд увеличился до 500 человек. Когда Гамильтон подошел к форту Саквилл, канадское ополчение под командованием капитана Хелма дезертировало, оставив американского командира и нескольких солдат сдаться. Горожане немедленно отказались от своей верности Соединенным Штатам и возобновили свои клятвы королю Георгу.
После повторного захвата Винсеннеса большая часть индейцев и детройтского ополчения отправилась домой. Гамильтон поселился в форте Саквилл на зиму с гарнизоном примерно из 90 солдат, планируя весной отбить оставшиеся города Иллинойса вдоль реки Миссисипи.

## Поход Кларка в Винсеннес
29 января 1779 года Франциск Виго, итальянский торговец мехом, прибыл в Каскаскию, чтобы сообщить Кларку о повторной оккупации Гамильтоном Винсеннеса. Кларк решил, что ему нужно начать внезапную зимнюю атаку на Винсеннес, прежде чем Гамильтон сможет вернуть Иллинойс весной. Он писал губернатору Генри:
Я знаю, что дело безнадежно; но, сэр, мы должны либо покинуть эту землю, либо напасть на мистера Гамильтона. Нельзя терять время. Если бы я был уверен в подкреплении, я бы не стал этого делать. Кто знает, что судьба сделает для нас? Великие дела вершатся благодаря нескольким людям, хорошо сработавшимися.. Возможно, нам повезет. У нас есть утешение в том, что наше дело правое, и что наша страна будет благодарна и не осудит наше поведение, если мы проиграем. Если мы потерпим неудачу, я считаю, что Иллинойс, как и Кентукки, будет потерян.
Оригинальный текст (англ.)I know the case is desperate; but, sir, we must either quit the country or attack Mr. Hamilton. No time is to be lost. Were I sure of a reinforcement, I should not attempt it. Who knows what fortune will do for us? Great things have been effected by a few men well conducted. Perhaps we may be fortunate. We have this consolation, that our cause is just, and that our country will be grateful and not condemn our conduct in case we fall through. If we fail, the Illinois as well as Kentucky, I believe, is lost.

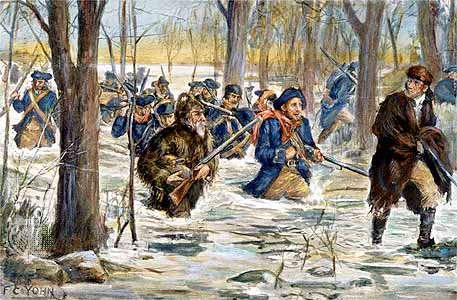
Поход Кларка изображен на многих картинах, как на этой от Фредерика Иона

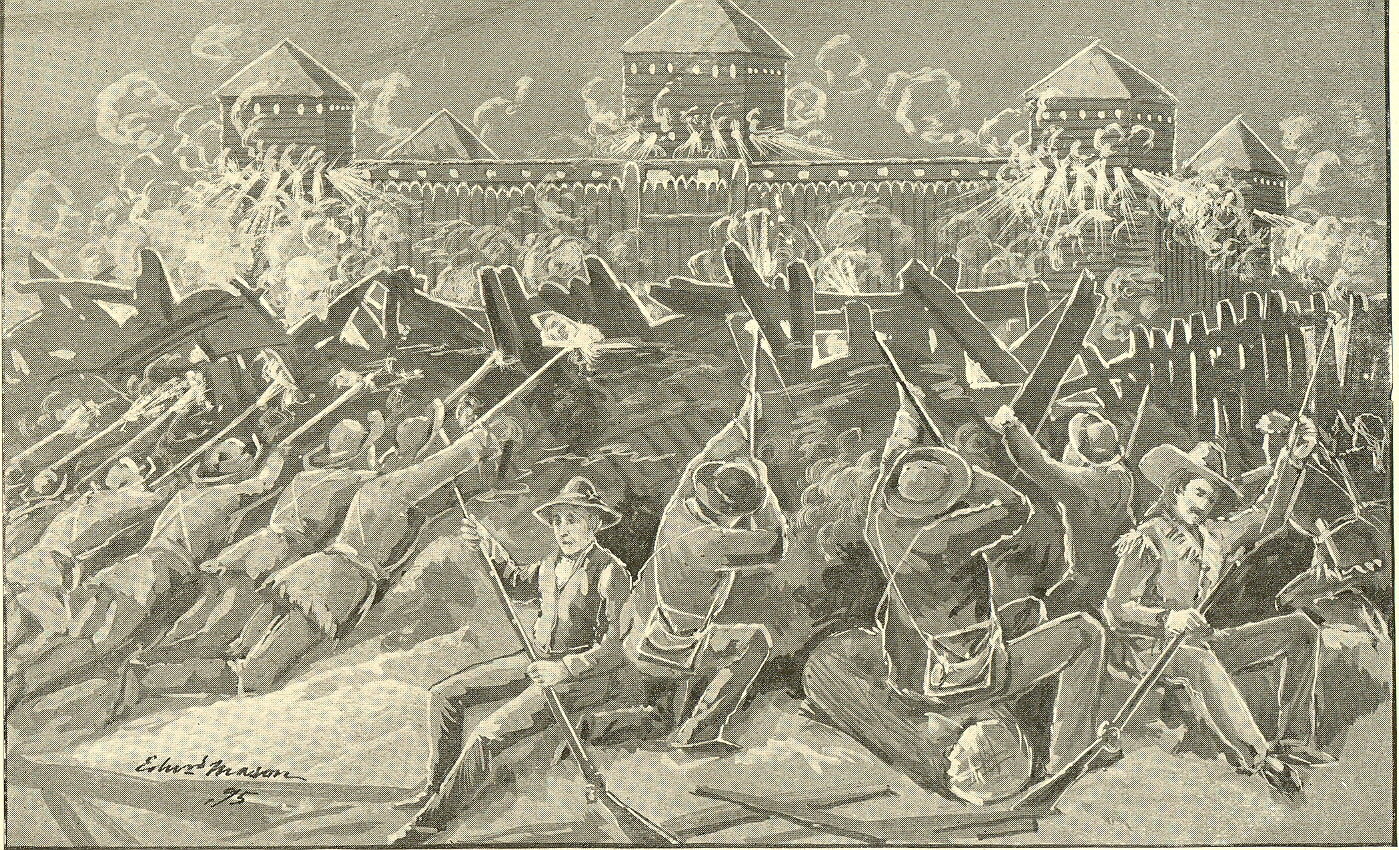
Ночная атака на форт Саквилл, 23 февраля 1779 года (Эдвард Мейсон, 1895)

6 февраля 1779 года Кларк отправился в Винсеннес с примерно 170 добровольцами, почти половина из которых были французскими ополченцами из Каскаскии. Капитан Боуман был заместителем командира экспедиции, которую Кларк охарактеризовал как «отчаюную надежду». В то время как Кларк и его люди маршировали по Иллинойсу, 40 человек ушли на вооруженной гребной галере, которую должны были разместить на река Уобаш ниже Винсеннеса, чтобы предотвратить бегство британцев по воде.
Кларк провел своих людей через то, что сейчас является штатом Иллинойс, пройдя около 180 миль (290 км). Это была не холодная зима, но часто шли дожди, и равнины часто были покрыты водой на несколько дюймов. Провизию перевозили на вьючных лошадях, а также дичь, которую мужчины подстреливали во время путешествия. Они достигли реки Литл-Уобаш 13 февраля и обнаружили, что она затоплена, образовав поток шириной около 5 миль (8 км). Они построили большое каноэ, чтобы перевозить людей и припасы. Следующие несколько дней были особенно тяжелыми: запасы подходили к концу, и люди почти постоянно шли по воде вброд. Они достигли реки Эмбра 17 февраля. Теперь они находились всего в 14 км от форта Саквилл, но река была слишком высока, чтобы перейти вброд. Они последовали за эмбаррасами вниз к реке Уобаш, где на следующий день начали строить лодки. Настроение было упадочным: последние два дня они были без еды, и Кларк изо всех сил пытался удержать мужчин от дезертирования.
20 февраля пятеро охотников из Винсеннеса были схвачены во время путешествия на лодке. Они сказали Кларку, что его маленькая армия еще не обнаружена и что жители города все еще симпатизируют американцам. На следующий день Кларк и его люди пересекли Уобаш на каноэ, оставив своих вьючных лошадей. Они шли к Винсеннесу, иногда в воде по плечи. Последние несколько дней были самыми трудными: пересекая затопленную равнину шириной около 6 км, они использовали каноэ, чтобы перевозить утомленных с одной высокой точки на другую. Незадолго до прибытия в Винсеннес они встретили жителя деревни, который, как известно, был их другом, который сообщил Кларку, что их все еще не подозревают. Кларк отправил этого человека вперед с письмом к жителям Винсенна, предупреждая их, что он вот-вот прибудет с армией, и что все должны оставаться в своих домах, если они не хотят, чтобы их считали врагами. Сообщение было прочитано на площади. Никто не пошел в форт, чтобы предупредить Гамильтона.

## Осада форта Саквилл
Кларк и его люди вошли в Винсеннес на закате 23 февраля, войдя в город двумя подразделениями, одним из которых командовал Кларк, а другим — Боуман. Воспользовавшись небольшим возвышением земли, которое скрывало его людей, но позволяло видеть их флаги, Кларк маневрировал своими войсками, чтобы создать впечатление, что приближается 1000 человек. Пока Кларк и Боуман охраняли город, был отправлен отряд, чтобы начать стрельбу по форту Саквилл после того, как их влажный черный порох был заменен местным жителем Франсуа Бюссероном. Несмотря на волнение, Гамильтон не осознавал, что форт подвергся нападению, пока один из его людей не был ранен пулей, прошедшей через окно.
Кларк приказал своим людям построить окоп в 180 м перед воротами форта. Пока люди всю ночь обстреливали форт, небольшие отряды подкрадывались к стенам на расстояние 30 ярдов (27 м), чтобы сделать выстрел поближе. Британцы открыли огонь из пушек, разрушив несколько домов в городе, но нанеся осаждающим небольшой урон. Люди Кларка заставили пушку замолчать, стреляя через иллюминаторы форта, убив и ранив некоторых артиллеристов. Тем временем Кларк получил местную помощь: жители деревни дали ему порох и боеприпасы, которые они спрятали от британцев, а Янг Табакко, вождь Пианкешоу, предложил, чтобы его 100 человек помогли в нападении. Кларк отклонил предложение вождя, опасаясь, что в темноте его люди могут принять дружелюбных пианкешоу и кикапу за одно из вражеских племен, находившихся в этом районе.
Около 9 часов утра 24 февраля Кларк отправил в форт сообщение с требованием капитуляции Гамильтона. Гамильтон отказался, и стрельба продолжалась еще два часа, пока Гамильтон не отправил своего заключенного, капитана Хелма, с предложением условий. Кларк отправил Хелма обратно с требованием безоговорочной капитуляции в течение 30 минут, иначе он штурмует форт. Хельм вернулся до истечения времени и представил предложение Гамильтона о трехдневном перемирии. Это тоже было отклонено, но Кларк согласился встретиться с Гамильтоном в деревенской церкви.
Перед встречей в церкви произошел самый скандальный инцидент в карьере Кларка. Не подозревая, что Кларк отбил Винсеннес, в город вошел военный отряд индейцев и канадцев. Произошла стычка, и люди Кларка захватили шестерых. Двое из заключенных были канадцами и были освобождены по просьбе жителей деревни и одного из канадских последователей Кларка. Кларк решил поставить в пример оставшихся четырех заключенных-индейцев. Их заставили сесть перед фортом, а затем забили томагавком до смерти; тела были скальпированы, а затем брошены в реку. Хотя Гамильтон не был свидетелем казней, позже он написал, что Кларк собственноручно убил одного или нескольких индейцев. Некоторые историки считают, что Гамильтон преувеличил, потому что после того, как он был заключен в тюрьму американцами за военные преступления, у него была мотивация выставить своих похитителей еще хуже. Кларк не утверждал, что был одним из палачей, но он писал об убийствах без извинений, считая их оправданной местью за убитых поселенцев Кентукки и средством запугивания индейцев, чтобы они прекратили свои набеги.
В церкви Кларк и Боуман встретились с Гамильтоном и подписали условия капитуляции. В 10:00 25 февраля гарнизон Гамильтона из 79 человек вышел из форта. Люди Кларка подняли над фортом американский флаг и переименовали его в форт Патрика Генри. Группа солдат Кларка и местного ополчения была отправлена вверх по реке Вабаш, где был захвачен конвой снабжения вместе с британским подкреплением и Филиппом ДеЖаном, судьей Гамильтона в Детройте. Кларк отправил Гамильтона, семерых своих офицеров и 18 других заключенных в Уильямсберг. Канадцы, сопровождавшие Гамильтона, были освобождены условно после принесения присяги на нейтралитет.

## Последствия

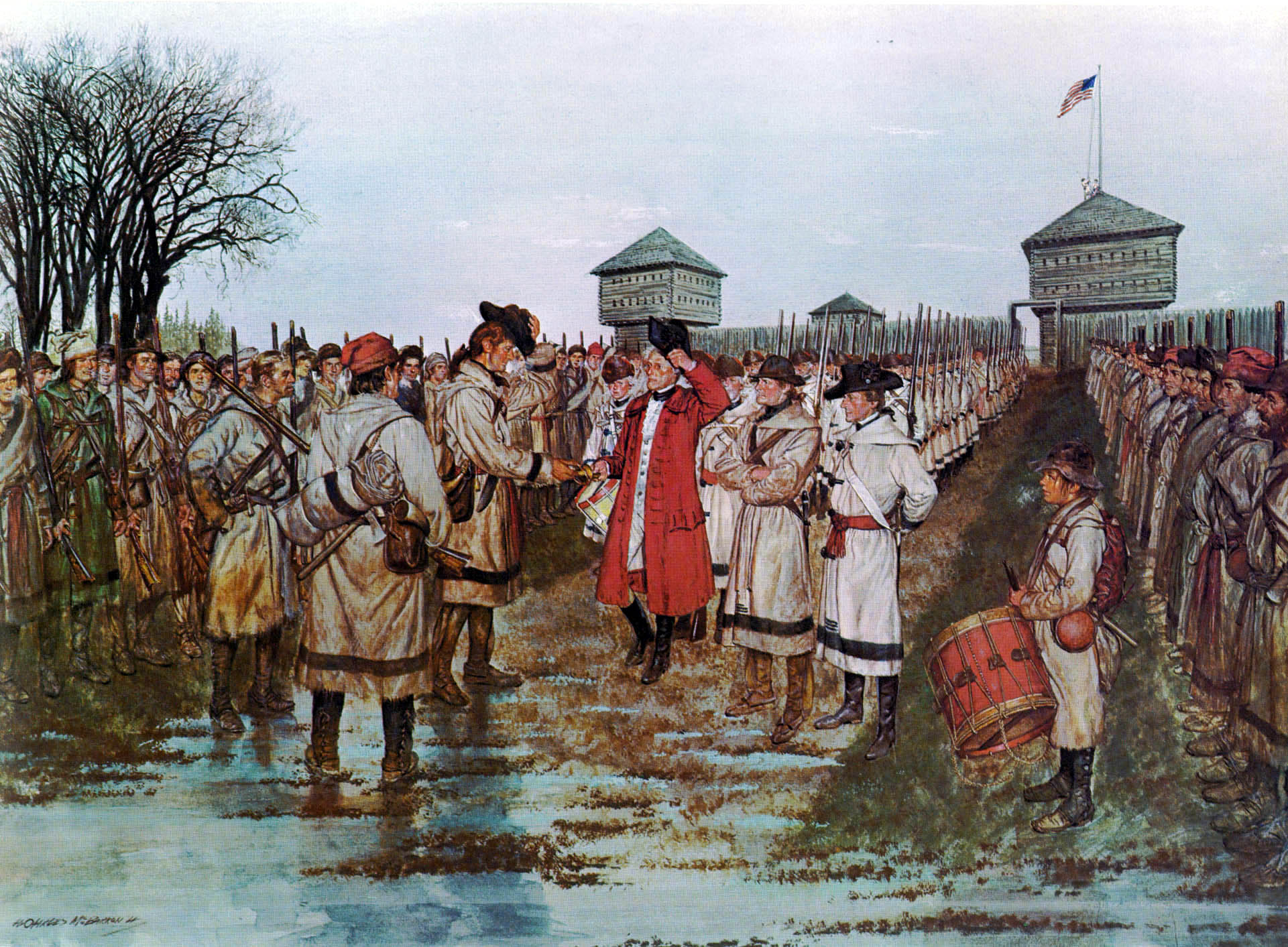
Вице-губернатор Генри Гамильтон сдается полковнику Джорджу Роджерсу Кларку, 29 февраля 1779 года, картина армии США Дона Трояни.

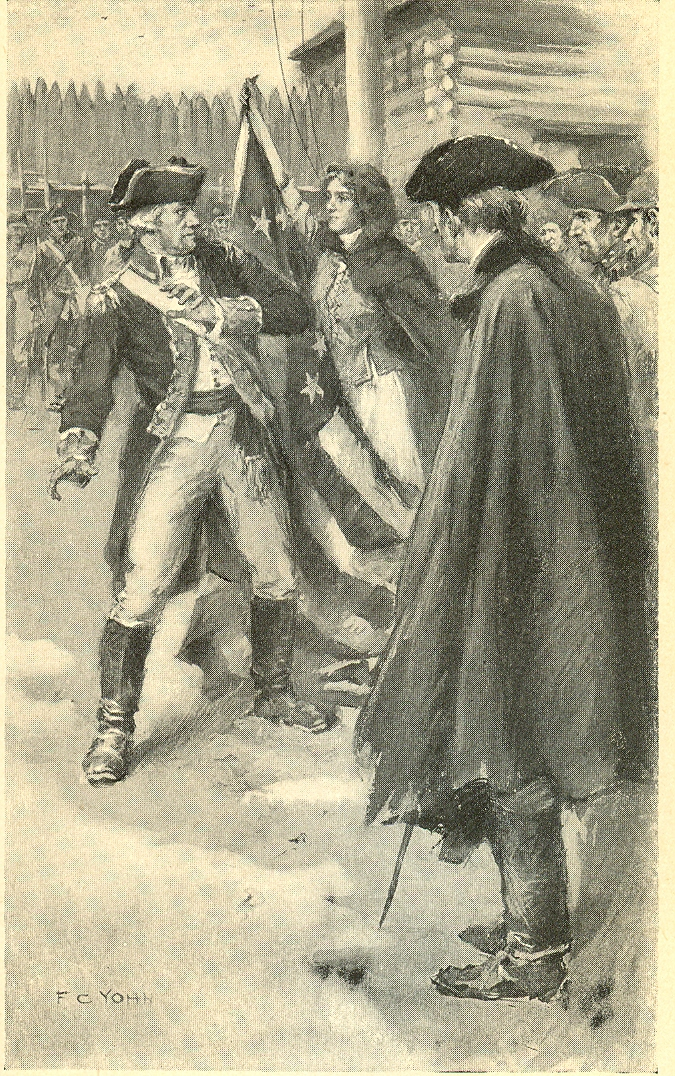
Вымышленная сцена из «Алисы из Старого Винсеннеса»: после того, как Кларк отвоевал форт Саквилл, Алиса, франкоговорящая жительница Винсенна, торжествующе показывает губернатору Гамильтону американский флаг, который она спрятала от командира.

Кларк возлагал большие надежды на повторный захвата Винсеннеса. «Этот удар, — сказал он, — почти положит конец войне с индейцами». Тем временем поселенцы начали стекаться в Кентукки, узнав о победе Кларка. В 1779 году Виргиния открыла земельное управление для регистрации требований в Кентукки, и были основаны такие поселения, как Луисвилл.
Узнав о первоначальной занятии Кларком Иллинойсской земли, Виргиния заявила права на этот регион, основав округ Иллинойс, штат Вирджиния, в декабре 1778 года. В начале 1781 года Вирджиния решила передать регион центральному правительству, что подготовило почву для окончательной ратификации статей Конфедерации. Эти земли стали Северо-Западной территорией США.
Кампания в Иллинойсе в значительной степени финансировалась местными жителями и торговцами Иллинойса. Хотя Кларк представил свои квитанции Виргинии, многие из этих людей так и не получили возмещения. Некоторые из крупных вкладчиков, такие как отец Жибо, Франсуа Ридей Бюссерон, Шарль Гратио и Франсис Виго, никогда не получали оплаты при жизни и будут доведены до нищеты. Однако Кларку и его солдатам дали землю напротив Луисвилля. Этот грант Кларка был основан на территории нынешнего Кларксвилля, штат Индиана, и сформировал большую часть того, что впоследствии станет Кларком и восточным округом Флойд.
В 1789 году Кларк начал писать отчет об кампании в Иллинойсе по просьбе Джона Брауна и других членов Конгресса Соединенных Штатов, которые тогда размышляли, как управлять Северо-Западной территорией. Мемуары, как их обычно называют, не были опубликованы при жизни Кларка; хотя он использовался историками в 19 веке, он не был опубликован полностью до 1896 года в книге Уильяма Хейдена Инглиша « Завоевание Северо-Запада». Мемуары легли в основу двух популярных романов: «Алиса из Старого Винсенна» (1900) Мориса Томпсона и «Переправа» (1904) американского писателя Уинстона Черчилля. Кампания в Иллинойсе также была описана в историческом романе Джеймса Александра Тома «Длинный нож» 1979 года. ВМС США назвали четыре корабля USS Vincennes в честь этого сражения.
Споры о том, «завоевал» ли Джордж Роджерс Кларк Северо-Западную территорию для Соединенных Штатов, начались вскоре после окончания Войны за независимость, когда правительство работало над урегулированием земельных претензий и военных долгов. В июле 1783 года губернатор Бенджамин Харрисон поблагодарил Кларка за то, что он «вырвал такую большую и ценную территорию из рук британского врага…». Сам Кларк никогда не делал таких заявлений, в отчаянии написав, что он так и не захватил Детройт: «Я потерял форт», — сказал он. некоторые историки начали сомневаться в этой интерпретации, утверждая, что, поскольку нехватка ресурсов вынудила Кларка отозвать свои войска из страны Иллинойс до конца войны, и поскольку большинство американских индейцев остались непобежденными, «завоевания» Северо-Запада не произошло. далее утверждал, что деятельность Кларка не повлияла на переговоры о границе в Европе. «Нельзя утверждать, что Кларк «завоевал» Старый Северо-Запад или что он «захватил» Каскаскию, Кахокию и Винсеннес. Было бы точнее сказать, что он помог французским и индийским жителям этого региона избавиться из очень теневого правления британцев».